# RISUG

Diagrama mostrando o local de injeção do produto Vasalgel, alternativa à vasectomia

RISUG (Reversible inhibition of sperm under guidance - Inibição induzida reversível de esperma, tradução livre) é um método contraceptivo masculino de uso interno desenvolvido pelo Indian Institute of Technology Kharagpur que se encontra na fase de testes (lentos devido ao baixo número de voluntários). O método foi patenteado na Índia, na China, em Bangladesh e nos Estados Unidos (nos EUA, sob o nome de Vasagel). É um contraceptivo à base de um polímero (estireno-anidrido maleico); barato, eficiente e seguro. Não foram observados efeitos colaterais significativos.

## Funcionamento
A aplicação leva cerca de 15 minutos. O gel é injetado nos vasos deferentes após uma anestesia local tornando o esperma infértil. É um método reversível, ao contrário da vasectomia; em cerca de 2 meses, a fertilidade volta ao normal.